# Matt Lintz
Matthew Lintz (Fargo, 23 maggio 2001) è un attore statunitense famoso per aver interpretato il ruolo di Matthew in Pixels e quello di Henry nella serie televisiva della AMC The Walking Dead.

## Biografia
Matt è nato il 23 maggio 2001 a Fargo, in Georgia da Marc e Kelly Collins Lintz. Ha due sorelle maggiori, Mackenzie e Madison, e un fratello minore, Macsen, anche loro attori. 
Ha esordito come attore nel 2009 nel film horror Halloween II. Dopo aver recitato in alcune serie televisive e in alcuni film, nel 2015 viene ingaggiato per interpretare il ruolo di Matthew nel film Pixels. Nel 2018 entra nel cast della serie The Walking Dead nel ruolo di Henry. Anche la sorella Madison e il fratello Macsen hanno recitato nella serie; Madison nel ruolo di Sophia, la figlia di Carol Peletier, e Macsen nel ruolo di Henry da bambino. Nel 2022 partecipa alla miniserie televisiva Ms. Marvel.

## Filmografia

### Cinema
- Halloween II, regia di Rob Zombie (2009)
- La città verrà distrutta all'alba (The Crazies), regia di Breck Eisner (2010)
- The Way Home, regia di Lance W. Dreesen (2010)
- A Cinderella Story: Once Upon a Song, regia di Damon Santostefano (2011)
- Piranha 3DD, regia di John Gulager (2012)
- Che cosa aspettarsi quando si aspetta (What to Expect When You're Expecting), regia di Kirk Jones (2012)
- La regola del gioco (Kill the Messenger), regia di Michael Cuesta (2014)
- Pixels, regia di Chris Columbus (2015)
- Free State of Jones, regia di Gary Ross (2016)

### Televisione
- Memphis Beat – serie TV, episodio 1x02 (2010)
- Army Wives - Conflitti del cuore (Army Wives) – serie TV, episodio 5x13 (2011)
- Level Up, regia di Peter Lauer – film TV (2011) – non accreditato
- A Smile as Big as the Moon, regia di James Steven Sadwith – film TV (2012)
- Revolution – serie TV, episodio 1x07 (2012)
- Banshee - La città del male (Banshee) – serie TV, episodio 1x06 (2013)
- Sleepy Hollow – serie TV, episodio 1x05 (2013)
- L'alienista (The Alienist) – serie TV, 8 episodi (2018)
- The Walking Dead – serie TV, 11 episodi (2018-2019)
- Ms. Marvel – miniserie TV, 6 puntate (2022)

## Doppiatori italiani
Nelle versioni in italiano delle opere in cui ha recitato, Matt Lintz è stato doppiato da:
- Tito Marteddu in Memphis Beat, The Way Home, L'Alienista
- Lorenzo D'Agata in A Cinderella Story: Once Upon a Song
- Gabriele Caprio in La regola del gioco
- Leonardo Della Bianca in Pixels
- Mattia Fabiano in The Walking Dead
- Alessandro Campaiola in Free State of Jones
- Lorenzo Crisci in Ms. Marvel

## Riconoscimenti
- 2020 – CinEuphoria Awards[2]
  - Merit – Honorary Award per The Walking Dead (con Charlie Adlard, Frank Darabont, Robert Kirkman, Tony Moore, Angela Kang, Scott M. Gimple, Greg Nicotero, Michael E. Satrazemis, Austin Amelio, Cooper Andrews, Xander Berkeley, Jon Bernthal, Juan Javier Cardenas, Lauren Cohan, Michael Cudlitz, Jeffrey Dean Morgan, Jeffrey DeMunn, Tovah Feldshuh, Cailey Fleming, Dan Fogler, Seth Gilliam, Danai Gurira, Nadia Hilker, Laurie Holden, Ryan Hurst, Lennie James, Kyla Kenedy, Emily Kinney, Jeff Kober, Chad L. Coleman, Andrew Lincoln, Madison Lintz, Matt Mangum, Ross Marquand, Sonequa Martin-Green, Alanna Masterson, Eleanor Matsuura, Callan McAuliffe, Melissa McBride, Cassady McClincy, Josh McDermitt, Pollyanna McIntosh, Joshua Mikel, David Morrissey, Samantha Morton, Katelyn Nacon, Avi Nash, Daniel Newman, Austin Nichols, Steven Ogg, Tom Payne, Khary Payton, Norman Reedus, Lindsley Register, Lauren Ridloff, Chandler Riggs, Michael Rooker, Christian Serratos, Irone Singleton, Angel Theory, Jayson Warner Smith, Sarah Wayne Callies, Scott Wilson, Jordan Woods-Robinson e Steven Yeun)